# 스위트홈 (웹툰)
스위트홈은 김칸비, 황영찬이 2017년부터 네이버 웹툰에서 연재했던 웹툰이다.

## 등장인물

### 인간
- 차현수(18세)

스위트홈의 주인공이다. 과거에는 학업, 운동, 사교성까지 두루 갖춘 엄친아였지만 모종의 사건으로 방안에만 틀어박혀 있는 은둔형 외톨이가 됐다. 자신을 두고 여행길에 올랐던 부모님과 여동생이 교통사고로 사망하면서 세상에 홀로 남겨지게 됐다. 이후 살던 집을 팔고 '그린 홈' 1410호로 이사왔다. 처음엔 가족을 잃었다는 충격과 허망함 때문에 삶의 의욕을 모두 잃고 그냥 죽어버릴 생각까지도 했지만 아파트가 괴물들로 들끓는 상황을 보고는 좁은 방안을 벗어나 세상을 향해 나아가기 시작한다. 나중에 사람들을 지키기 위해 괴물이 된다. 주요무기는 두식이 만들어준 창이다.
- 윤지수(20세)

그린 홈 1510호 주인이다. 락밴드 기타리스트로 활동 중이며 음침한 현수와는 대조적으로 발랄한 아가씨이다. 그리고 마침 15층에 와 있던 편상욱과 쓰러져 있던 차현수를 보고나서야 사태를 직감한다. 그후에는 두사람을 비롯한 아파트 주민들과 단합해 괴물과의 혈투를 벌이는데 앞장섰고 현수와는 전우같은 우정을 나누며 가까워진다. 주요무기는 야구방망이이다.
- 편상욱(32세)

그린 홈 14층 주민이다. 무서운 얼굴과 체격때문에 이은유는 그를 '깡패아저씨'라고 부른다. 그럴때마다 '협객'이라고 정정한다. 하지만 어린아이가 담배 피우지 말라는데도 쥐어박지 않고 말로 타이르는 모습이나 처음 본 현수에게 대뜸 농담부터 건네는 모습으로 보아 보기와는 달리 가벼운 사람이다. 형사 출신이라 무력은 인간캐릭터들 중에서는 최강자 급이다. 소동때문에 우연히 차현수와 윤지수를 만난 뒤로는 두사람과 같이 다닌다. 초반에는 맨손으로 싸웠지만 정재헌이 죽은 이후에는 정재헌이 쓰던 장검을 사용한다.
- 옆집 여자

그린 홈 1411호 주인이다. 오디션을 보러다니는게 일상인 연예인 지망생이다. 그래서인지 예쁘장한 미모를 하고있었고 세상과 담쌓고 살아온 현수조차도 얼굴을 붉힐 정도이다. 다이어트를 하고있었고 그 욕망때문에 식탐괴물로 됐다. 그래서 키우던 애완고양이마저 잔혹하게 물어뜯어 먹어버렸다. 그녀의 괴물화는 현수가 가장 먼저 목격한 괴물화 사태다.
- 한두식

그린 홈 1408호 주인이다. 휠체어를 타고 다녀서 생존에 불리하다. 예전에는 설계도만 있으면 탱크도 만들수 있을 정도로 잘나가는 기술자였다. 차현수를 죽이려는 눈알 괴물을 목발총으로 구해주며 처음 등장한다. 이후에는 눈앞에서 아버지를 잃은 수영과 영수 남매를 보살폈고 현수를 비롯한 아파트 주민들의 호신용 무기를 업그레이드 시켜주고 엘리베이터까지 고치는 등 기술자 역할을 톡톡히 한다. 후에 괴물이 된다.
- 정재헌

그린 홈 1506호 주인이다. 기독교를 믿는 국어교사이며 엘리베이터 앞에 서 있던 윤지수에게 임명숙의 증상을 설명해주면서 처음 등장했다. 학창시절, 검도를 조금 배웠기에 괴물화 사태가 터지고 나서는 장검을 휘두르고 다닌다. 프로틴을 따돌려 스위트홈 밖으로 내쫓는 명장면의 소유자이다. 이은유를 살리려다가 경비괴물에게 죽는다. 주요무기는 장검과 방패이다.
- 이은혁(18세)

그린 홈에 거주 중인 차현수와 동갑내기 소년이다. 가족이라고는 여동생 이은유가 전부이며 사람 좋아보이는 인상에 머리도 좋아서 생존자 집단의 리더 역할을 맡는 중이다. 하지만 말투가 좋지 않은데다 친화력이 떨어지는 아싸 성격인지라 때로는 그의 주도가 화를 불러오는 경우도 있다. 나중에 차현수를 막기위해 괴물이 된다. 주요무기는 소화기이다. 후에 권총을 쓴다.
- 이은유

이은혁의 여동생이다. 어린 나이에 부모를 잃고 오빠와 둘이서만 살아서인지 인상 험악한 상욱을 보고도 겁먹지 않고 '깡패아저씨'라고 부르며 제 할말 다한다. 그래서 상욱에게는 '밤톨'로 불린다. 이은혁과는 툭하면 틱틱거리는 현실남매이다. 처음에는 현수에게 반말을 했지만 나중가서는 그를 칭할 때 오빠 호칭을 붙인다. 주요무기는 스프레이와 라이터이다.
- 임명숙

그린 홈 15층 거주자이며 윤지수와는 엘리베이터 앞에서 처음 만났다. 12개월 된 아기를 키우는 아기엄마이다. 그래서 늘 유모차를 끌고다니지만 유모차는 비어있다. 정재헌의 말에 따르면 1년전, 한눈을 판 사이 유모차가 찻길로 미끄러지는 바람에 아이가 죽어버렸고 후유증으로 정신분열증세가 나타나 아이가 멀쩡하게 살아있다고 착각하고 있다. 괴물화 사태때 잠시 안보였다가 13층에 고립된 영수와 수영남매를 프로틴에게서 구해주면서 등장했다. 후에 괴물이 된다.
- 김수영(9세), 김영수(6세)

그린 홈 1210호에 거주 중인 남매이다. 가족이라고는 아버지가 전부였지만 괴물화 사태가 터지고 식량을 구해오겠다며 무리하게 창밖으로 내려갔다가 눈알 괴물때문에 실족사했다. 이에 두 사람은 엄청난 충격을 받아 오열했지만 곧 다른 아파트 주민들의 보살핌을 받고 극복했다.
- 김석현

그린 홈의 주민이다. 허름한 초록색 트레이닝 차림이다. 아파트 바깥에 괴물이 있다는 사실을 모른채 셔터를 올렸다가 본의 아니게 흡혈 괴물이 건물 안으로 들어오는 계기를 제공한다. 이후에도 새로 합류한 차현수가 코피를 흘렸다는 사실을 알고는 같은 괴물이라며 내쫓아야한다고 주장하는등 상당히 비호감이다. 가면 갈수록 행적이 드러나는데 수시로 아내를 폭행하는 가정폭력범에 앞뒤 꽉막힌 꼰대인것으로 드러났다. 나중에 털보괴물이 된다.
- 안길섭

그린 홈 생존자이다. 한 공간에 있는 생존자임에도 불구하고 50화에 이르러서야 등장했다. 원래 시한부 선고를 받아 오래 살지 못하는 상황인데도 괴물화 사태가 터지자 간병인 박유리와 다니며 괴물퇴치에 적극적으로 앞장선다. 처음 등장하자마자 임팩트 있는 대사를 날리며 엄청난 포스를 가진 인물이란것이 암시됐고 독자들 사이에서는 '스위트할아브'라는 별명이 만들어졌을 정도다. 차현수 대신 프로틴에게 깔려 죽는다. 주요무기는 석궁과 화염병이다.
- 박유리(28세)

외모를 보면 안길섭의 손녀로 보이지만 실은 간병인이며 길섭을 '어르신'이라고 부른다. 상욱을 '아저씨'라고 부르다 그가 자신과 고작 4살차이라는걸 알곤 놀라워한다. 천식이 있다. 안길섭이 죽은이후로는 시체에서 가져온 석궁을 들고다닌다.
- 경비원

그린 홈의 경비원이다. 아파트 내에서 주민들에게 갑질을 받고 주민들에게 앙심을 품고 있었다. 처음 이사온 차현수와 인사를 하고 그가 가고난 직후 코피를 흘렸다. 괴물화 사태가 시작될 무렵에는 행방이 묘연해졌다가 60화에서 괴물화된 모습으로 등장했다.

### 괴물
- 근육괴물(프로틴)

아파트에서 떨어지지만 붉게 변해서 후반부에 재등장한다. 범죄자 이송차량에 치여서 죽는다.
- 장님괴물(연근이)

직장상사에 대한 원한으로 괴물이 되었다. 골든타임때 정재헌에게 머리가 잘려서 소리만 듣고 공격하는 성향이 있다. 수영, 영수남매를 위협하는 프로틴을 공격해서 프로틴에 의해 아파트 밖으로 날아간다.
- 촉수괴물

살고 싶은 욕망으로 괴물이 되었다. 괴물이든, 사람이든, 시체든 자기가 먼저 죽여야 살 수 있다는 강박증이 있어 사지를 찢어놓는다.  현수와 상욱에게 생명의 위협을 느끼자 진화하여 거미 같은 모습이 되었다.
- 식탐괴물

연예인 지망생이 식욕으로 변이되었다. 자기가 키우던 고양이까지 먹을 정도로 무엇이든 먹어 치운다. 골든타임때 창문 밖으로 떨어져서 죽는다. 처음으로 등장한 괴물이다.
- 흡혈괴물

입이 갈라지며 긴 촉수가 나와 피를 빨아 먹는다. 처음으로 사람을 죽인 괴물이다. 경비괴물을 잡는데 도움을 주었다. 그린 홈 수문장 역할을 하다가 프로틴 괴물에게 먹힌다.
- 육상괴물

육상선수가 라이벌을 죽이고 괴물이 되었다. 엄청난 스피드로 주인공들을 위협했으나 차현수에 의해 죽는다.
- 털보괴물

탈모가 있던 김석현이 변이된 모습이다. 자신의 아내에게 죽는다.
- 흑기사 괴물

주인공 현수의 누군가를 지키고 싶다는 욕망이 변이된 괴물이다.
- 바위괴물

이은혁이 흑기사 괴물을 막겠다는 욕망이 변이된 괴물이다.
- 눈알괴물

먼저 공격하지 않으면 공격하지 않고 건물 외벽을 타고 다니며 창문에 머리를 대고 집안을  쳐다본다. 현수에게 공격당한 후 현수를 위협할 때 두식이 목발총으로 쏘았지만 도마뱀이 꼬리자르고 도망가듯 목을 자르고 사라진다. 후에는 나오지 않는다.
- 경비괴물

작중초반에 아파트 주민들의 갑질로 인하여 변이된 괴물이다. 정재헌을 죽인다. 예초기를 들고다니며 죽인 희생자들을 흡수한다. 흡혈괴물에 의해 죽게된다.
- 잡자괴물

육상괴물에게 아이를 빼았겨 잡았어야 한다고 생각한 아버지가 변이된 괴물이다. 팔이 늘어나며 사람을 붙잡는다. 현수에 의해 사망한다.
- 태아괴물

사고로 아이를 잃은 어머니가 변이된 괴물이다. 사람을 공격하지는 않는다. 화장실에서 괴물화 된 모습으로 발견되었다. 후에 고치모습으로 발견됐지만 고치가 불에 탈때 괴물들이 몰려왔다.
- 액체 괴물

한 아이가 엄마와 숨바꼭질 도중 엄마가 장님괴물에게 죽는 것을 보고 괴물이 된다. 괴물모습에서 '보여?'라고 한다. 먼저 공격하지 않으면 공격하지 않는다.

## 같이 보기
- 스위트홈 (대한민국의 드라마)